# Spoorlijn Fribourg - Ins
De spoorlijn Fribourg - Ins is een Zwitserse spoorlijn van de voormalige onderneming Chemin de fer Fribourg-Morat (afgekort: FM) gelegen in het kanton Fribourg.
Op 1 mei 1903 werd de naam veranderd van de Chemin de fer Fribourg-Morat (FM) in Chemin de fer Fribourg-Morat-Anet (FMA).

## Geschiedenis
Het traject van de Chemin de fer Fribourg-Morat (FM) tussen Fribourg en Murten (Frans: Morat) werd op 23 augustus 1898 geopend.
Voor de eerste vier kilometer tussen Fribourg en Givisiez werd gebruikgemaakt van het traject tussen Fribourg en Payerne van de Suisse-Occidentale (SO). De Broyelinie was reeds overgenomen door de Jura-Simplon-Bahn (JS).
Het traject van Murten naar Ins (Frans: Anet) werd op 1 mei 1903 geopend.

## Fusie
De Chemin de fer Fribourg-Morat-Anet (FMA) fuseerde op 1 januari 1942 met de Chemin de fer Bulle-Romont (BR) en de Chemins de fer électriques de la Gruyère (CEG) en gingen verder onder de naam Chemins de fer Gruyère-Fribourg-Morat (GFM).
De GFM had geen invloed op de bedrijfsvoering van de voormalige FMA.
Op 1 januari 2000 fuseerden de Transport en commun de Fribourg (TF) en de Compagnie des Chemins de fer fribourgeois (Gruyère-Fribourg-Morat / GFM) en gingen verder onder de naam Transports publics Fribourgeois (TPF)

## Elektrische tractie
Het FMA traject van Fribourg naar Ins werd op 23 juni 1903 geëlektrificeerd met een spanning van tussen 750 en 900 volt gelijkstroom door middel van een stroomrail.
Het traject werd omgebouwd en voorzien van een bovenleiding vervolgens op 12 augustus 1947 geëlektrificeerd met een spanning van 15.000 volt 16 2/3 Hz wisselstroom.